# بيريتة

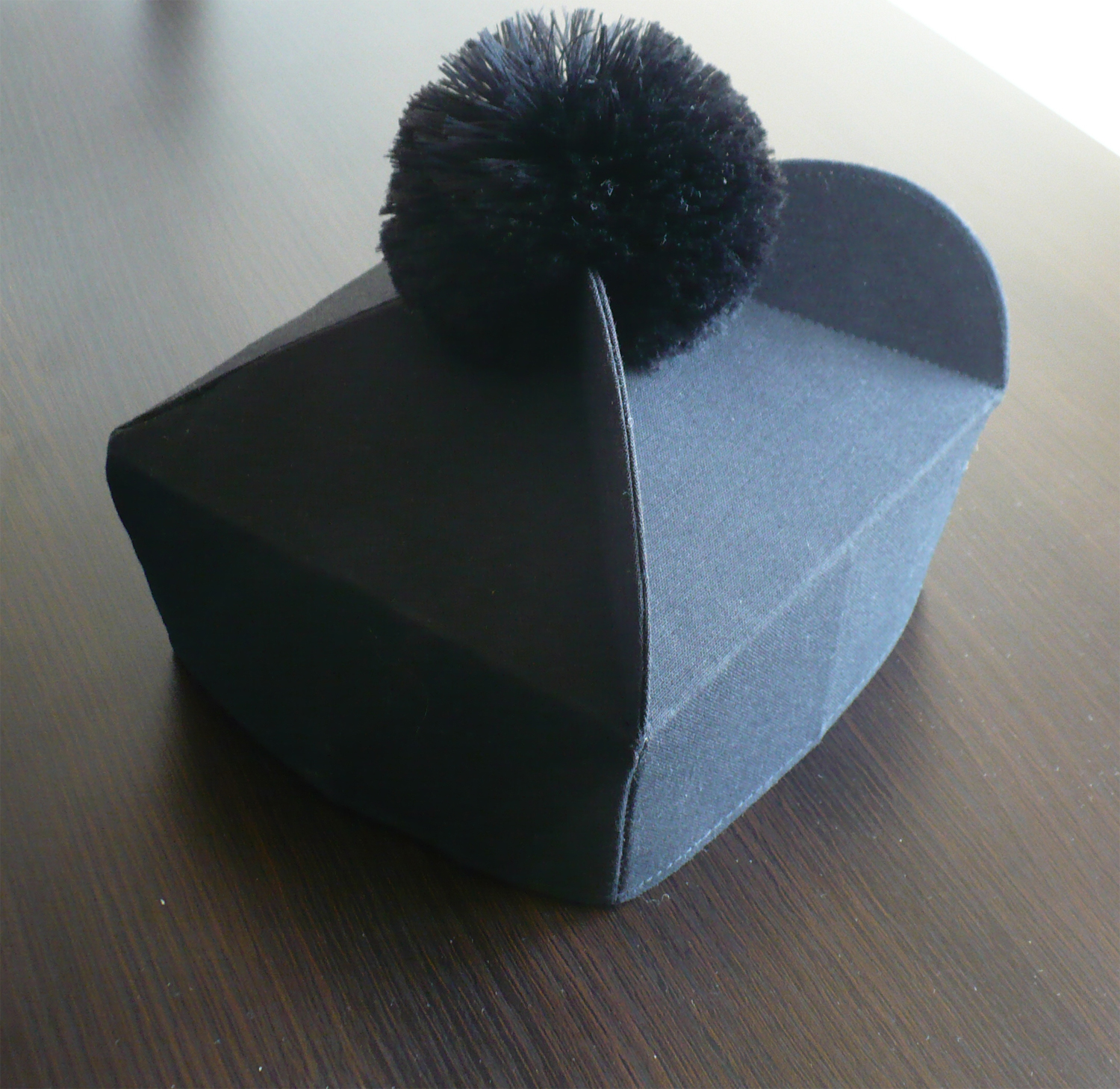
بيريتة سوداء تقليدية

البيريتّة (باللاتينية: biretum, birretum)‏ هي قبعة مربعة ذات ثلاث قمم أو قرون أو أربع، تعلوها في بعض الأحيان خصلة. تقليديًا، يرتدي رجال الدين المسيحيون البيريتة ثلاثية القمم، وخاصة رجال الدين الكثليين، بالإضافة إلى بعض رجال الدين اللوثريين والأنجليكيين . يرتدى البيريتةَ ذات أربع قمم لباس تخرج (ولكن ليس طقوسيًا) الحاصلون على درجة الدكتوراه من كلية بابوية أو جامعة حبرية. يرتدي المحامون البيريتةَ في المحاكم أحيانًا، على سبيل المثال المؤيد في جزر القناة الإنجليزية.